# Susan Faludi
Susan C. Faludi (18 de abril de 1959) es una periodista y autora estadounidense, ganadora del Premio Pulitzer en la categoría de Reportaje Explicativo en 1991, gracias a su informe sobre el grado de influencia de  Safeway Stores, Inc. que, según el comité del Premio Pulitzer, mostraba los "costos humanos de las altas finanzas".

## Biografía
Faludi nació en una familia judía en Queens en 1959 y creció en Yorktown Heights, Nueva York. Su madre era un ama de casa y periodista. Su padre es un fotógrafo que emigró de Hungría, tras sobrevivir el Holocausto. 
Vive con el autor Russ Rymer.

## Trayectoria
Faludi se graduó de la Universidad Harvard en 1981, donde escribió para The Harvard Crimson y se convirtió en periodista, escribió para The New York Times, Miami Herald, The Atlanta Journal-Constitution, San Jose Mercury News y The Wall Street Journal, entre otras publicaciones.  
En los años 1980, publicó artículos sobre feminismo y la aparente resistencia al movimiento. Viendo surgir un patrón, Faludi comenzó a escribir Reacción. La guerra no declarada contra la mujer moderna, publicado a fines de 1991.

## Libros
- Reacción. La guerra no declarada contra la mujer moderna (1991) argumenta que los años 1980 presenciaron una reacción contra el feminismo, en especial debido a la propagación de estereotipos negativos en contra de las mujeres con una carrera. Faludi afirmó que muchos de los que sostienen que "el lugar de la mujer es en el hogar, al cuidado de los niños" son hipócritas, ya que tienen esposas que son madres trabajadoras. Este trabajo obtuvo el National Book Critics Circle Award para no ficción en 1991.[2]

- Petrificados: la traición del hombre estadounidense (1999) analiza el estado del hombre estadounidense. Faludi argumenta que mientras muchos de quienes están en el poder son hombres, la mayoría de individuos tienen poco poder. Los hombres estadounidenses han sido criados para ser fuertes, apoyar a sus familias y trabajar duro. Pero muchos que han seguido este camino se encuentran desempleados o mal pagados, desilusionados o abandonados por sus esposas. Los cambios en la sociedad estadounidense han afectado tanto a hombres como mujeres, concluye Faludi, y es un error culparlos por las diferencias de clase o por las simples diferencias en la suerte y habilidad de cada uno que no ocasionaron y por las cuales sufren por igual hombres y mujeres.[3]

- The Terror Dream: Fear and Fantasy in Post-9/11 America (2007) analiza los atentados del 11 de septiembre de 2001 a la luz de la experiencia previa estadounidense a partir de la inseguridad de la frontera histórica como en la Guerra del Rey Felipe. Faludi alega que el 11 de septiembre renovó en Estados Unidos un clima que es hostil a las mujeres. Las mujeres son vistas como débiles y que mejor se adaptan a desempeñar roles de apoyo para los hombres que las protegen de los ataques.[4][5] El libro fue criticado por la principal reseñadora del New York Times, Michiko Kakutani, quien sostuvo que era un "trabajo tendencioso, descuidadamente razonado que da un mal nombre al feminismo".[6] Sarah Churchwell en The Guardian afirmó que "en última instancia, Faludi es culpable por sus propias exageraciones".[7]

## Feminismo
Faludi ha rechazado el reclamo propuesto por los críticos que existe una "ortodoxia feminista rígida y monolítica", observando en respuesta que ha estado en desacuerdo con Gloria Steinem sobre la pornografía y con Naomi Wolf sobre el aborto.
Como Gloria Steinem y Camille Paglia, Faludi ha criticado el oscurantismo extendido en la teorización académica feminista, diciendo que 

Existe esta suerte de especialización estrecha y uso de lenguaje elitista en código de deconstrucción o Neohistoricismo o como sea que se está llamando en estos días, que es, a mi juicio, impenetrable y no particularmente útil.

También ha caracterizado la "historia de amor del feminismo académico con el deconstruccionismo" como "desdentado" y advirtió que "distrae de un compromiso constructivo con los problemas del mundo público."